# NGC 65
Az NGC 65 egy lentikuláris galaxis a Cetus (Cet) csillagképben.

## Felfedezése
Az NGC 65 galaxist Frank Müller fedezte fel 1886-ban.

## Tudományos adatok
A galaxis 7293 km/s sebességgel távolodik tőlünk.